# Ľubotín
Ľubotín (Hongaars: Lubotény) is een Slowaakse gemeente in de regio Prešov, en maakt deel uit van het district Stará Ľubovňa.
Ľubotín telt 1.375 inwoners.

## Geboren
- Michail Koman (1928-2015), Sovjet-Oekraïens voetballer en trainer